# Ciénaga (humedal)

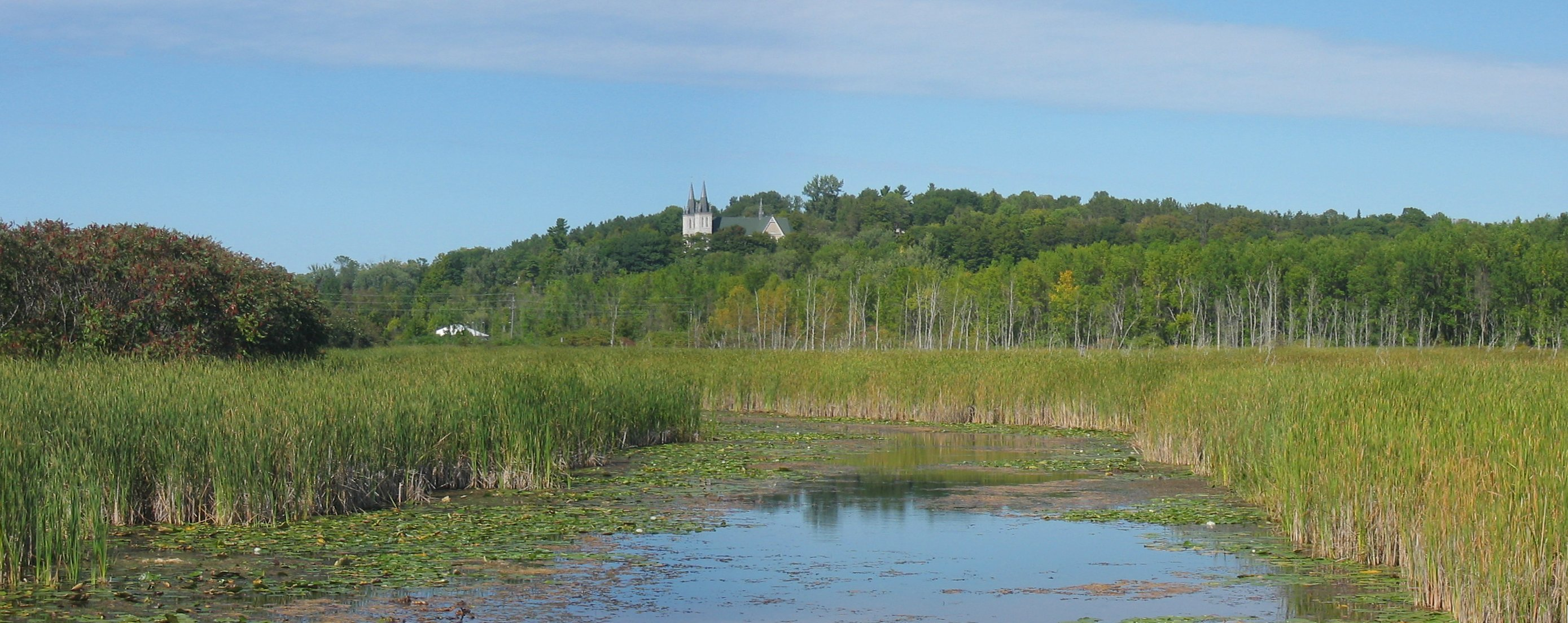
Una ciénega a lo largo de la orilla de un pequeño río

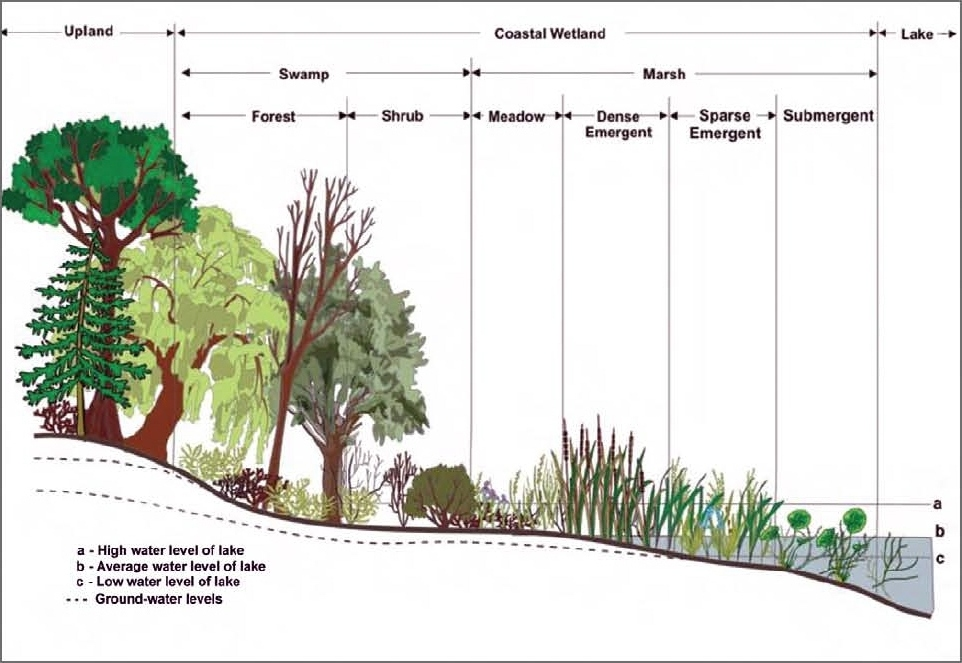
Una ciénega en aguas poco profundas en la orilla de un lago

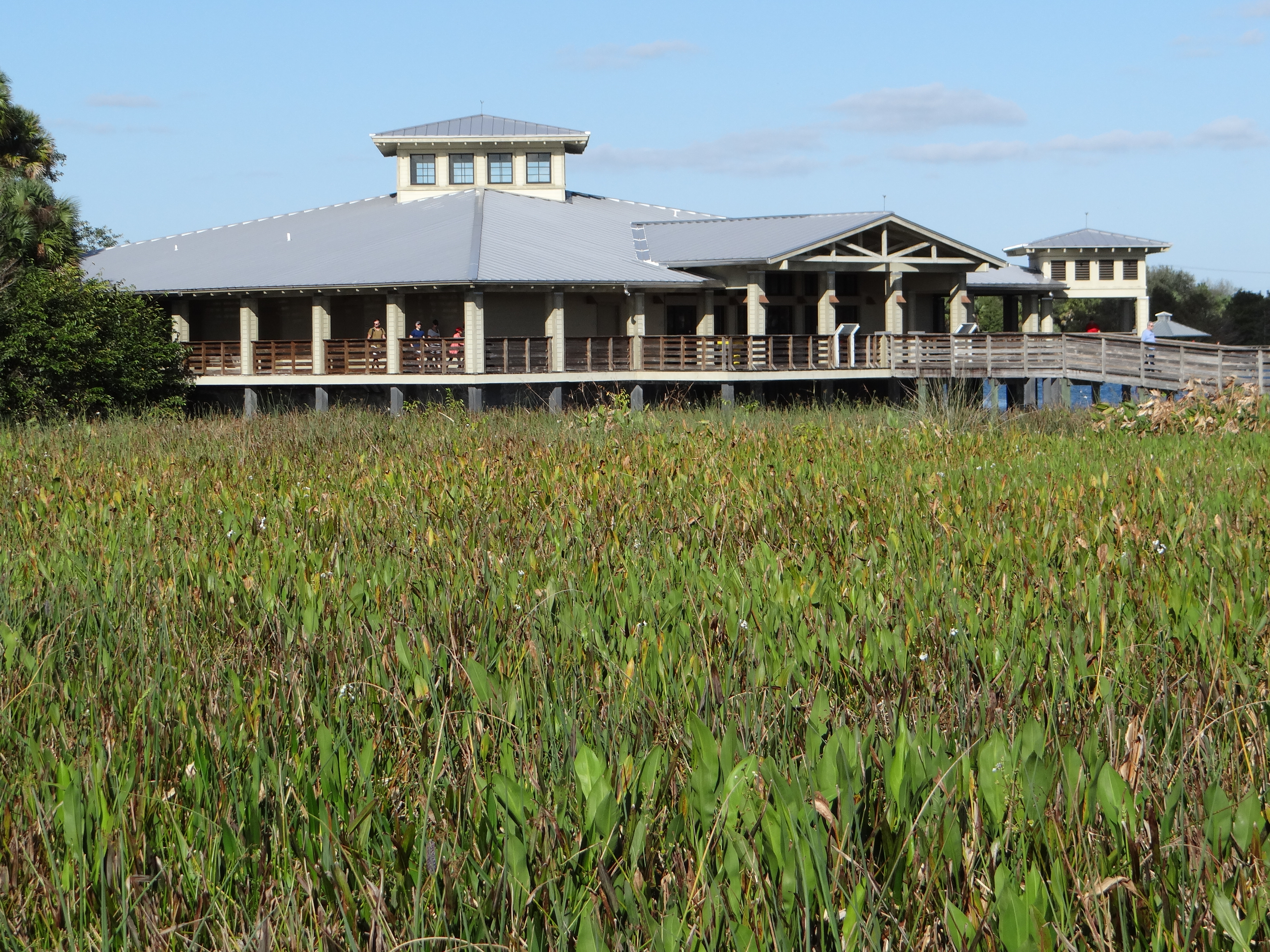
Ciénegas de Green Cay, Palm Beach County, Florida

Una ciénaga es un humedal dominado por especies de herbáceas en lugar de plantas leñosas. Las ciénagas suelen encontrarse en los bordes de lagos y arroyos, donde forman una transición entre los ecosistemas acuáticos y terrestres. Suelen estar dominados por hierbas, juncos o carrizos. Si hay plantas leñosas suelen ser arbustos de bajo crecimiento, por lo que a veces se denominan carrs. Esta forma de vegetación es la que diferencia a las ciénagas de otros tipos de humedales como los pantanos, en los que predominan los árboles, y los lodazales, que son humedales que han acumulado depósitos de turba ácida.
Las ciénagas proporcionan hábitats para muchos tipos de invertebrados, peces, anfibios, aves acuáticas y mamíferos acuáticos. Esta productividad biológica hace que las marismas contengan el 0,1% del secuestro de carbono terrestre mundial. Además, tienen una influencia desmesurada en la resiliencia climática de las zonas costeras y los cursos de agua que absorben las mareas altas y otros cambios de agua debidos al clima extremo. Aunque se espera que algunas ciénagas migren hacia las tierras altas, la mayoría de las ciénagas naturales se verán amenazadas por el aumento del nivel del mar y la eólica.

## Información básica
.

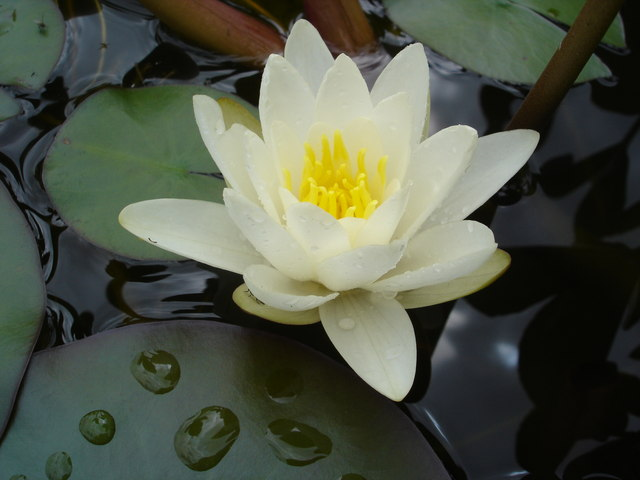
Lirio de agua blanco es una planta típica de las ciénagas europeas de aguas más profundas

Las ciénagas proporcionan un hábitat para muchas especies de plantas, animales e insectos que se han adaptado a vivir en condiciones de inundación. Las plantas deben ser capaces de sobrevivir en el barro húmedo con bajos niveles de oxígeno. Por ello, muchas de estas plantas tienen aerenchyma, canales dentro del tallo que permiten que el aire pase de las hojas a la zona de enraizamiento. Las plantas de las ciénagas también suelen tener rizomas para el almacenamiento y la reproducción subterránea.  Algunos ejemplos comunes son cola, juncos, papyrus y hierba de sierra. Los animales acuáticos, desde los peces hasta las salamandras, suelen ser capaces de vivir con una baja cantidad de oxígeno en el agua. Algunos pueden obtener oxígeno del aire en su lugar, mientras que otros pueden vivir indefinidamente en condiciones de poco oxígeno. El pH en las ciénagas tiende a ser neutro a alcalino, a diferencia de las turberas, donde la turba se acumula en condiciones más ácidas.

## Valores y servicios de los ecosistemas
Las ciénagas proporcionan hábitat para muchos tipos de invertebrados, peces, anfibios, aves acuáticas y mamíferos acuáticos. Las ciénagas tienen niveles extremadamente altos de producción biológica, algunos de los más altos del mundo, y por lo tanto son importantes para apoyar la pesca.
Las ciénagas también mejoran la calidad del agua al actuar como sumidero para filtrar contaminantes y sedimentos del agua que fluye por ellas. Las ciénagas participan en la purificación del agua proporcionando un consumo de nutrientes y contaminación. Las ciénagasas (y otros humedales) son capaces de absorber el agua durante los periodos de fuertes lluvias y liberarla lentamente en los cursos de agua, reduciendo así la magnitud de las inundaciones. Las marismas también proporcionan los servicios de turismo, recreación, educación e investigación.

## Tipos de ciénagas
Las ciénagas se diferencian principalmente por su ubicación y salinidad. Ambos factores influyen en gran medida en la variedad y el alcance de la vida animal y vegetal que puede sobrevivir y reproducirse en estos entornos. Los tres tipos principales de ciénagaas son las ciénagas saladas, las marismas de marea de agua dulce y las ciénagas de agua dulce. Estas tres se pueden encontrar en todo el mundo y cada una contiene un conjunto diferente de organismos.

### Ciénagas saladas

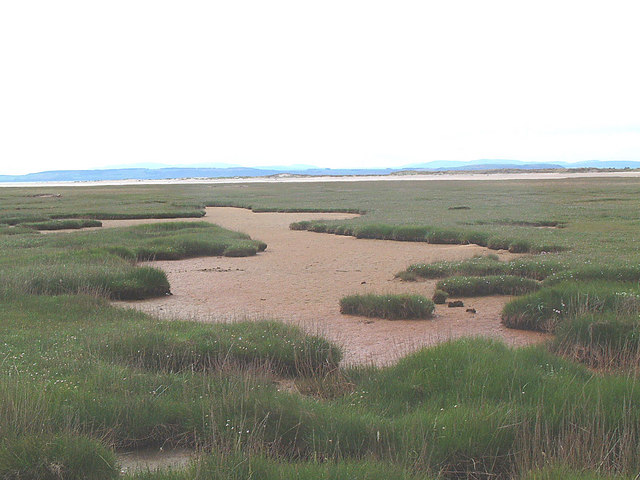
Una ciénaga salina en Escocia.

Las ciénagas de agua salada se encuentran en todo el mundo en las latitudes medias y altas, allí donde hay tramos de costa protegidos. Están situadas lo suficientemente cerca de la costa como para que el movimiento de la marea las afecte y, esporádicamente, se cubran de agua. Florecen allí donde el ritmo de acumulación de sedimentos es mayor que el ritmo de hundimiento del nivel de la tierra. En las ciénagas predomina una vegetación enraizada especialmente adaptada, principalmente hierbas tolerantes a la sal.
Las ciénagas se encuentran más comúnmente en laguna, estuarios y en el lado protegido de los bancos de arena o taludes de protección. Las corrientes que allí se producen arrastran las partículas finas hacia el lado tranquilo del espigón y los sedimentos comienzan a acumularse. Estos lugares permiten a las marismas absorber el exceso de nutrientes del agua que las atraviesa antes de que lleguen a los océanos y estuarios. Estas marismas están disminuyendo lentamente. El desarrollo costero y la expansión urbana han causado una pérdida significativa de estos hábitats esenciales.

### Ciénagas de agua dulce
Aunque se considera una ciénaga de agua dulce, esta forma de marisma se ve afectada por las mareas del océano. Sin embargo, sin el estrés de la salinidad en su contraparte de agua salada, la diversidad de las plantas y los animales que viven y utilizan las marismas mareales de agua dulce es mucho mayor que en las marismas saladas. Las amenazas más graves para esta forma de marisma son el aumento del tamaño y la contaminación de las ciudades que las rodean.

### Marismas de agua dulce

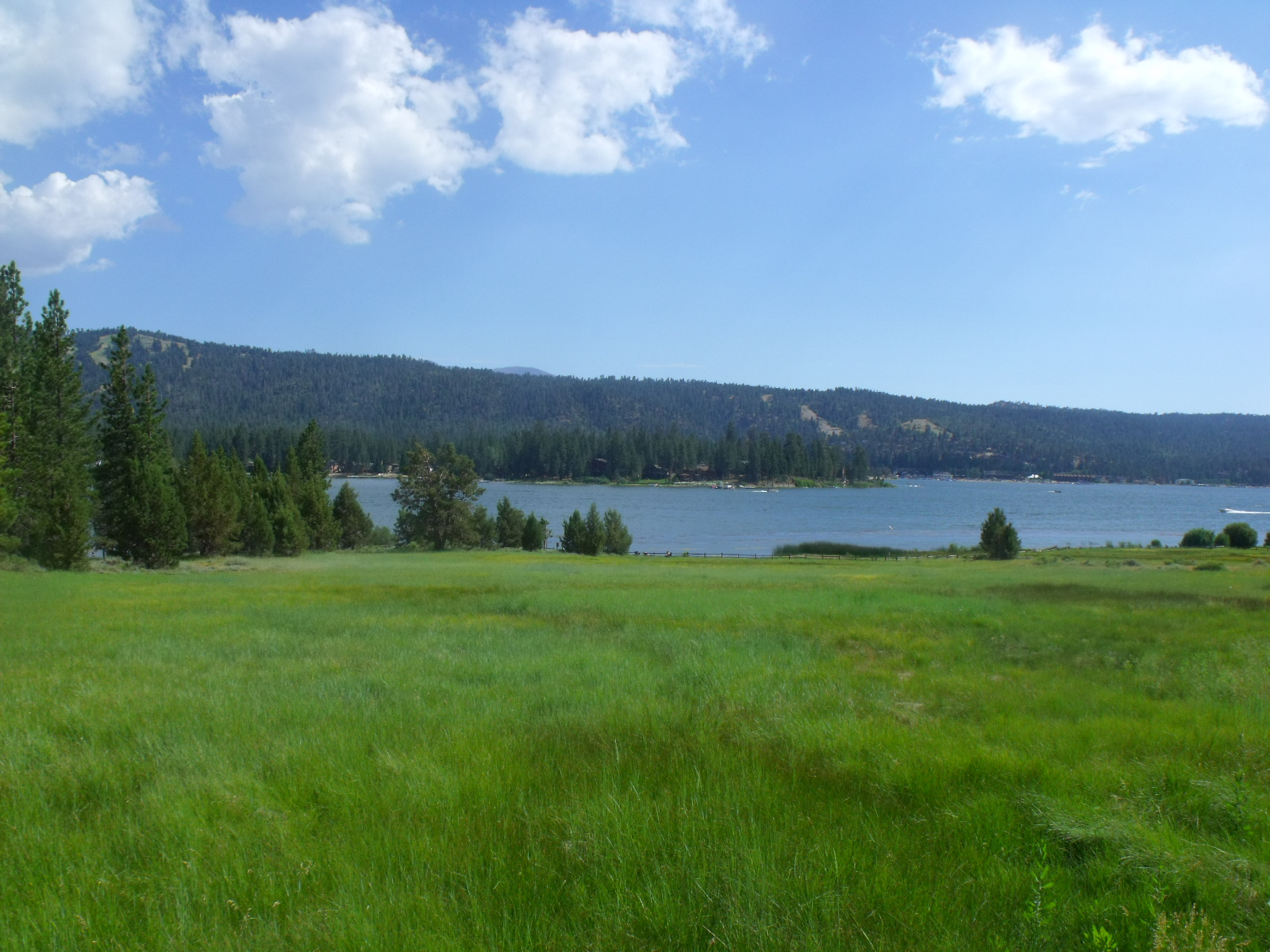
Una pradera húmeda adyacente a Big Bear Lake, San Bernardino Mountains, California

Las ciénagas de agua dulce, que varían enormemente tanto en tamaño como en ubicación geográfica, constituyen la forma más común de humedal en Norteamérica. También son los más diversos de los tres tipos de ciénagas y marismas. Algunos ejemplos de tipos de ciénagas de agua dulce en Norteamérica son:

#### Praderas húmedas
Las praderas húmedas se dan en zonas como las cuencas de los lagos poco profundos, las depresiones bajas y el terreno entre las ciénagas poco profundas y las zonas altas. También se dan en los bordes de grandes lagos y ríos. Las praderas húmedas suelen tener una gran diversidad de plantas y altas densidades de semillas enterradas. Se inundan con regularidad pero suelen estar secas en verano.

#### Piscinas vernales
Las charcas vernales son un tipo de pantano que se encuentra sólo estacionalmente en depresiones poco profundas del terreno. Pueden estar cubiertas de agua poco profunda, pero en verano y otoño pueden estar completamente secas. En el oeste de Norteamérica, las charcas vernales tienden a formarse en praderas abiertas, mientras que en el este suelen aparecer en paisajes boscosos. Más al sur, las charcas vernales se forman en sabanas de pinos y flatwoods. Muchas especies de anfibios dependen de las charcas vernales para reproducirse en primavera; estos estanques proporcionan un hábitat libre de peces que se comen los huevos y las crías de los anfibios. Un ejemplo es la rana topo en peligro de extinción. (Rana sevosa). Estanques temporales similares se dan en otros ecosistemas del mundo, donde pueden tener nombres locales.  Sin embargo, el término charca vernal puede aplicarse a todos estos ecosistemas de charcas temporales.

#### Lagunas de playa
Las lagunas de playa son una forma de marisma de agua dulce poco profunda que se da en las altiplanicies del sur de los Estados Unidos. Al igual que las charcas vernales, sólo están presentes en determinadas épocas del año y suelen tener forma circular. A medida que la playa se seca durante el verano, se desarrolla una llamativa zonación vegetal a lo largo de la costa.

### Piscinas de pradera
.

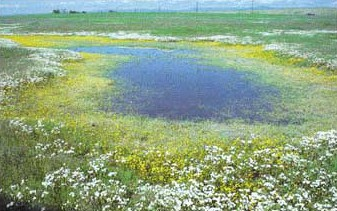
Charca efímera durante la parte más húmeda del año

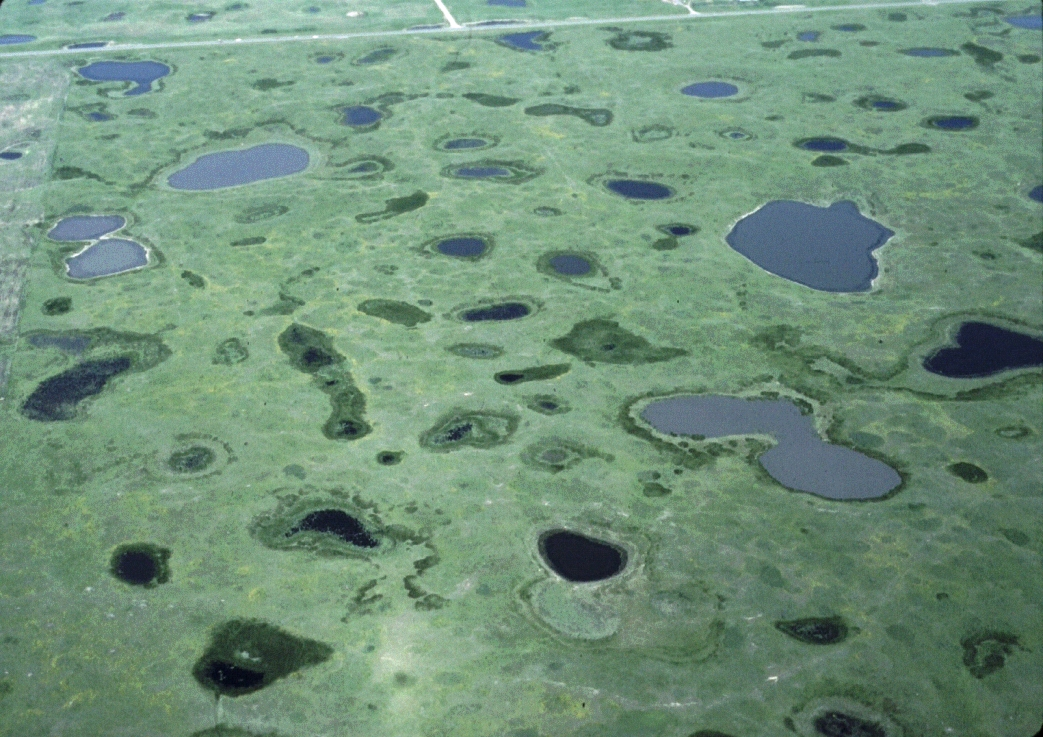
Vista aérea de baches de pradera

Los baches de las praderas se encuentran en las zonas del norte de Norteamérica como la Región de los baches de las praderas. Estos paisajes estuvieron antaño cubiertos por glaciares, por lo que se formaron depresiones poco profundas en gran número. Estas depresiones se llenan de agua en primavera. Constituyen importantes hábitats de reproducción para muchas especies de aves acuáticas. Algunas charcas sólo se producen estacionalmente, mientras que otras retienen suficiente agua para estar presentes todo el año.

### Humedales fluviales
A lo largo de los márgenes de los grandes ríos se dan muchos tipos de marismas.  Los diferentes tipos se producen por factores como el nivel del agua, los nutrientes, la socavación por hielo y las olas.

### Marismas mareales
Grandes extensiones de marismas mareales han sido terraplenadas y drenadas artificialmente. Suelen conocerse con el nombre holandés de pólder. En el norte de Alemania y en Escandinavia se denominan Marschland, Marsch o marsk, en Francia marais maritime. En los Países Bajos y Bélgica se denominan distritos de arcilla marina. En el este de Anglia, las marismas encajonadas se conocen también como Fens.

## Restauración
Algunas zonas del mundo han perdido ya el 90% de sus humedales, incluidas las marismas.  Se han desecado para crear terrenos agrícolas o se han rellenado para dar cabida a la expansión urbana. La restauración es el proceso de devolver las marismas al paisaje para reemplazar las que se perdieron en el pasado. La restauración puede hacerse a gran escala, como permitiendo que los ríos se inunden de forma natural en primavera, o a pequeña escala devolviendo los humedales a los paisajes urbanos.